# Rehabilitació (teràpia)
En l'àmbit de la medicina, la rehabilitació és el conjunt de procediments mèdics, psicològics, socials, dirigits per ajudar a una persona a arribar al més complet potencial físic, psicològic, social, laboral i educacional compatible amb la seva deficiència fisiològica o anatòmica i limitacions mediambientals, intentant restablir o restaurar la salut. La rehabilitació ha d'actuar tant en la causa de la discapacitat com en els d'efectes produïts per la malaltia, basat en el model biopsicosocial, per a augmentar la funció perduda i així la qualitat de vida.
La rehabilitació mèdica intervé sobre els tres aspectes de la malaltia que són: 
- La deficiència, és a dir el conjunt de seqüeles patològiques o físiques d'un òrgan o aparell produïdes per la malaltia, com la pèrdua d'una extremitat o el dèficit sensorial.

- La discapacitat, que és la restricció o absència de funció, secundari a la deficiència, de l'habilitat d'una persona per a realitzar una tasca o activitat dintre d'un rang considerat humanament normal, com trastorn de la marxa, o dificultat per a vestir-se.

- La pèrdua de rols amb relació a la discapacitat, com per exemple la pèrdua de l'activitat laboral o pèrdua del lloc de treball.

L'objectiu dels programes de rehabilitació és obtenir el màxim nivell d'independència dels seus pacients, prenent en compte les seves capacitats i aspiracions de vida.
A Catalunya, l'especialitat mèdica que coordina el procés rehabilitador és la de Medicina Física i Rehabilitació. La rehabilitació mèdica d'un individu és necessitat multidisciplinari,
 i en ella intervenen de manera autònoma i des de la seva especificitat el fisioterapeuta, el psicòleg, el terapeuta ocupacional, el logopeda, el treballador social, així com intervencions puntuals d'altres especialistes mèdics si és necessari.